# Lutas nos Jogos Olímpicos de Verão da Juventude de 2010
As competições de lutas nos Jogos Olímpicos de Verão da Juventude de 2010 foram disputadas entre 15 e 17 de agosto no Centro Internacional de Convenções, em Singapura.
Foram realizadas provas de luta livre e luta greco-romana, sendo dez eventos masculinos e quatro femininos. Entre as garotas houve apenas a disputa da luta livre.

## Eventos
| Luta livre - Até 46 kg masculino - Até 54 kg masculino - Até 63 kg masculino - Até 76 kg masculino - Até 100 kg masculino - Até 46 kg feminino - Até 52 kg feminino - Até 60 kg feminino - Até 70 kg feminino | Luta greco-romana - Até 42 kg masculino - Até 50 kg masculino - Até 58 kg masculino - Até 69 kg masculino - Até 85 kg masculino |

## Calendário
| Agosto | 14 | 15 | 16 | 17 | 18 | 19 | 20 | 21 | 22 | 23 | 24 | 25 | 26 |
| ------ | -- | -- | -- | -- | -- | -- | -- | -- | -- | -- | -- | -- | -- |
| Lutas  |    | 5  | 4  | 5  |    |    |    |    |    |    |    |    |    |

|  | Dia de competição |  | Dia de final |

## Medalhistas
Feminino
| Evento                   | Ouro                                | Prata                         | Bronze                          |
| ------------------------ | ----------------------------------- | ----------------------------- | ------------------------------- |
| Livre até 46 kg detalhes | Yu Miyahara JPN Japão               | Iulia Leorda MDA Moldávia     | Petra Olli FIN Finlândia        |
| Livre até 52 kg detalhes | Patimat Bagomedova AZE Azerbaijão   | Yuan Yuan CHN China           | Nilufar Gadaeva UZB Uzbequistão |
| Livre até 60 kg detalhes | Battsetseg Baatarzorig MGL Mongólia | Pooja Dhanda IND Índia        | Svetlana Lipatova RUS Rússia    |
| Livre até 70 kg detalhes | Dorothy Yeats CAN Canadá            | Moon Jin-Ju KOR Coreia do Sul | Karyna Stankova UKR Ucrânia     |

Masculino
| Evento                          | Ouro                                | Prata                            | Bronze                              |
| ------------------------------- | ----------------------------------- | -------------------------------- | ----------------------------------- |
| Livre até 46 kg detalhes        | Aldar Balzhinimaev RUS Rússia       | Mehran Sheikhi IRI Irã           | Artak Hovhannisyan ARM Armênia      |
| Livre até 54 kg detalhes        | Yuki Takahashi JPN Japão            | Kanan Guluyev AZE Azerbaijão     | Mehmet Ali Daylak TUR Turquia       |
| Livre até 63 kg detalhes        | Azamatbi Pshnatlov RUS Rússia       | Bakhodur Kadirov TJK Tajiquistão | Irakli Mosidze GEO Geórgia          |
| Livre até 76 kg detalhes        | Resul Kalayci TUR Turquia           | Jordan Rogers USA Estados Unidos | Dierbek Ergashev UZB Uzbequistão    |
| Livre até 100 kg detalhes       | Ali Magomedabirov AZE Azerbaijão    | Abraham Conyedo Ruano CUB Cuba   | Satywart Kadian IND Índia           |
| Greco-romana até 42 kg detalhes | Murad Bazarov AZE Azerbaijão        | Yosvanys Peña Flores CUB Cuba    | Akan Baimaganbetov KAZ Cazaquistão  |
| Greco-romana até 50 kg detalhes | Elman Mukhtarov AZE Azerbaijão      | vago[a]                          | Shadybek Sulaimanov KGZ Quirguistão |
| Greco-romana até 58 kg detalhes | Urmatbek Amatov KGZ Quirguistão     | Olexandr Lytvynov UKR Ucrânia    | Artur Suleymanov RUS Rússia         |
| Greco-romana até 69 kg detalhes | Zhanibek Kandybayev KAZ Cazaquistão | Musa Gedik TUR Turquia           | Yousef Ghaderian IRI Irã            |
| Greco-romana até 85 kg detalhes | Ruslan Adzhigov RUS Rússia          | Hamdy Abdelwahab EGY Egito       | Ruslan Kamilov UZB Uzbequistão      |

## Quadro de medalhas
| Ordem | País               | Medalha de ouro | Medalha de prata | Medalha de bronze |    |
| ----- | ------------------ | --------------- | ---------------- | ----------------- | -- |
| 1     | AZE Azerbaijão     | 4               | 1                |                   | 5  |
| 2     | RUS Rússia         | 3               |                  | 2                 | 5  |
| 3     | JPN Japão          | 2               |                  |                   | 2  |
| 4     | TUR Turquia        | 1               | 1                | 1                 | 3  |
| 5     | KAZ Cazaquistão    | 1               |                  | 1                 | 2  |
|       | KGZ Quirguistão    | 1               |                  | 1                 | 2  |
| 7     | CAN Canadá         | 1               |                  |                   | 1  |
|       | MGL Mongólia       | 1               |                  |                   | 1  |
| 9     | CUB Cuba           |                 | 2                |                   | 2  |
| 10    | IND Índia          |                 | 1                | 1                 | 2  |
|       | IRI Irã            |                 | 1                | 1                 | 2  |
|       | UKR Ucrânia        |                 | 1                | 1                 | 2  |
| 13    | CHN China          |                 | 1                |                   | 1  |
|       | KOR Coreia do Sul  |                 | 1                |                   | 1  |
|       | EGY Egito          |                 | 1                |                   | 1  |
|       | USA Estados Unidos |                 | 1                |                   | 1  |
|       | MDA Moldávia       |                 | 1                |                   | 1  |
|       | TJK Tajiquistão    |                 | 1                |                   | 1  |
| 19    | UZB Uzbequistão    |                 |                  | 3                 | 3  |
| 20    | ARM Armênia        |                 |                  | 1                 | 1  |
|       | FIN Finlândia      |                 |                  | 1                 | 1  |
|       | GEO Geórgia        |                 |                  | 1                 | 1  |
| TOTAL | TOTAL              | 14              | 13               | 14                | 41 |

## Doping
^  Em 15 de outubro de 2010, o Comitê Olímpico Internacional desclassificou o lutador Nurbek Hakkulov, do Uzbequistão, que havia conquistado a medalha de prata na na luta greco-romana até 50 kg e Johnny Pilay, do Equador, quinto colocado na luta livre até 63 kg. Ambos testaram positivo para a substância proibida furosemida. O COI ainda não divulgou se a medalha de prata obtida por Hakkulov será remanejada.